# Rebelión armenia contra el Imperio Otomano
La rebelión armenia o la resistencia armenia son las actividades militares y políticas de los armenios otomanos, desde 1780, más tarde dominados por el partido Armenakan (1885) de la región de Van, el Partido social demócrata Hunchak (1887) y la Federación Revolucionaria Armenia (1890), contra el Imperio otomano y que culminaron durante la Primera Guerra Mundial. En esta guerra, siendo ciudadanos del Imperio otomano, 200.000 armenios lucharon, bajo comando extranjero y muchas veces en uniformes de ejércitos de otros países, contra su propio Estado.

## Antecedentes
La rebelión armenia en el Imperio otomano empezó por primera vez en un pueblo entonces llamado Zeytun (hoy Süleymanlı) de la provincia de Maraş en 1780. “El conflicto empezó a gestionarse a partir de 1880, con el surgimiento de corrientes nacionalistas tanto en la sociedad turco-musulmana como entre los más de dos millones de cristianos armenios que habitaban el Imperio Otomano.
En 1890, los armenios crearon el partido Dashnaktzutiun ("Federación Revolucionaria", en armenio) que abogaba por un Estado autónomo armenio y armaba milicias para defenderse contra operaciones de castigo del Gobierno otomano.
A finales del siglo XIX, las masacres cometidas por militares otomanos en respuesta a la insurgencia armenia causaron unas 50.000 víctimas, según datos del Gobierno Británico de la época”. Esto último es lo que otras fuentes mencionan como las masacres hamidianas. Terminó, durante la Primera Guerra Mundial y la guerra de Independencia turca con el llamado genocidio armenio.